# Анкилостомијаза
Анкилостомијаза је обољење које изазива нематода Ancylostoma duodenale, а најчешће се јавља у подручјима са тропском и суптропском климом.

## Етиологија
Узрочник болести је нематода Ancylostoma duodenale. Човек се инфицира ходајући бос по земљишту зараженог подручја.
Одрасли паразит живи у танком цреву, где женка полаже јајашца која се изметом избацују у спољашњу средину. У влажној и топлој средини, након 1-2 дана из њих се излежу ларве. Оне расту и преживљавају у фецесу или земљи, а након 5-10 дана постају инфективне. У овом стадијуму могу да преживе 3-4 недеље у повољним условима.
У контакту са човеком, продиру кроз кожу и путем вена одлазе до срца, а затим и до плућа. Ларве улазе у плућне алвеоле, пењу се до бронхијалног стабла и ждрела. На крају оне бивају прогутане и тако доспевају до дванаестопалачног црева, где сазревају у одрасле јединке. Женке достижу величину од 10-13 mm, а мужјаци 8-11 mm.

## Клиничка слика
Инфекција најчешће пролази асимптоматски. Некада се на месту уласка паразита A. caninumкроз кожу могу јавити везикуле и пустуле, које су праћене сврабом. Због присуства нематода у танком цреву, настају крварења из дигестивног тракта које доводе до анемије, јавља се бол у трбуху, дијареја, губитак апетита и смањење телесне тежине. Веома ретко може настати упала душника и кашаљ. После инфестације не настаје имунитет већ се обично јавља преосетљивост, тако да су при следећем контакту симптоми још израженији.

## Дијагноза и лечење
Дијагноза се поставља на основу анамнезе, клиничке слике и налаза узрочника у столици. За лечење се користе антипаразитски лекови (антихелминтици): албендазол, левамизол, мебендазол или пирантел памоат. У ендемским подручјима је препоручено превентивно ординирање терапије једном или два пута годишње.

## Болест код животиња
Од анкилостомијазе често обољевају пси и мачке, а узрочник болести је паразит Ancylostoma caninum. У већини случајева, код одраслих јединки нема испољених симптома поремећаја здравља. Ипак, испитивања су показала да је на подручју Београда 48,4% паса луталица и 24,1% контролисано држаних паса имало у измету јаја овог паразита.